# Індаял
Індаял (порт. Indaial) — місто та муніципалітет в штаті Санта-Катаріна на півдні Бразилії. Воно розташоване на лівому березі річки Ітажаї-Аку за 160 км від столиці штату Флоріанополіс. У 2020 році населення міста становило 70 900 осіб.

## Історія
Здавна тут існували поселення індіанців тапажос та каріжос. Назва міста походить від назви місцевого виду пальми. З середини XIX століття місцевість активно заселялася європейцями: у 1860 році сюди переселилися німці, у 1875 — італійці, а у 1878 році — поляки. У 1934 році Індаял став самостійним муніципалітетом, відокремленим від Блуменау.